# Brian Eifler

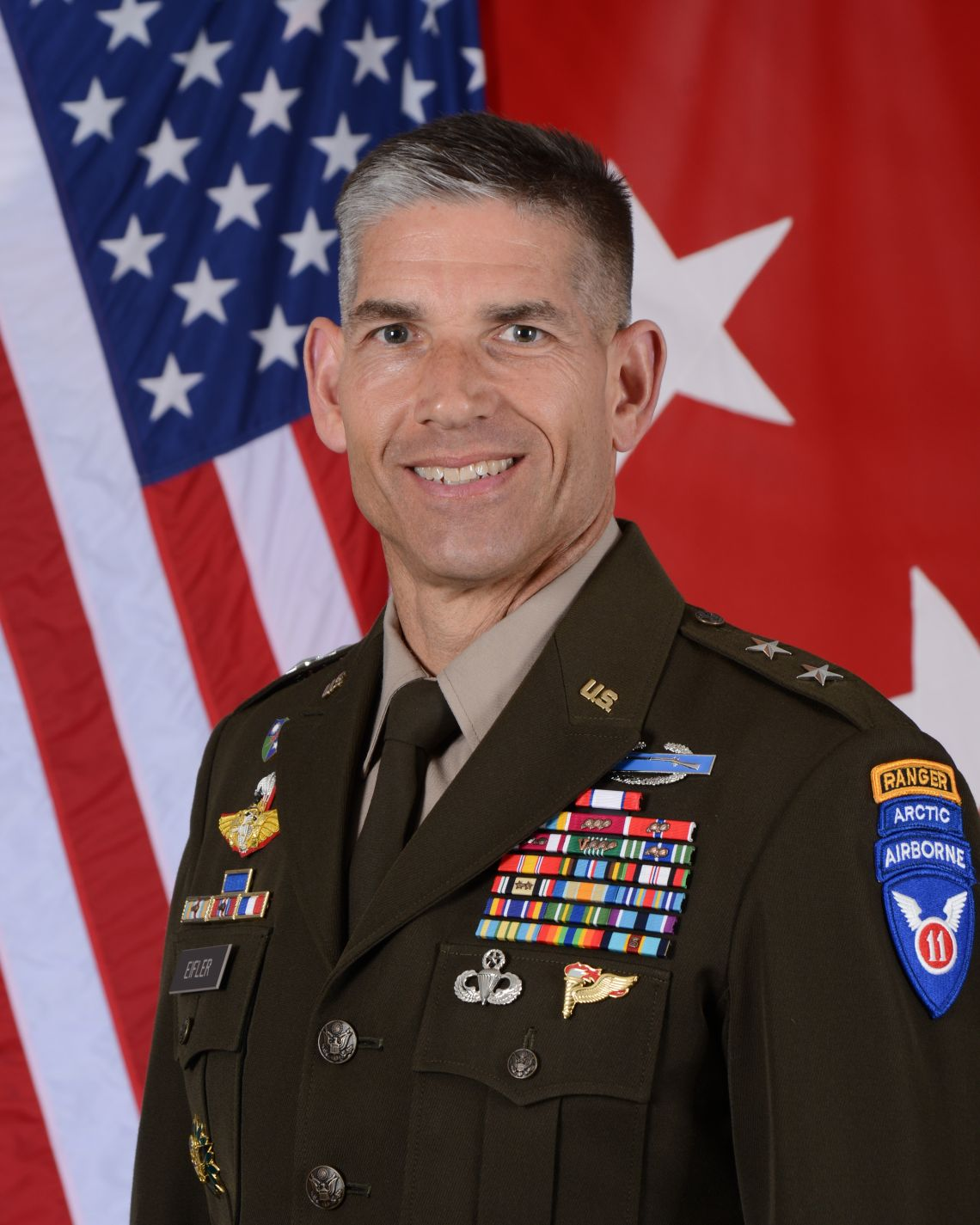
Brian S. Eifler (2022)

Brian Spencer Eifler (* 30. Juni 1968 in Farmington Hills, Oakland County, Michigan) ist ein Generalleutnant der United States Army. Er war unter anderem Kommandeur der 11. Luftlandedivision.
Über das ROTC-Programm der Central Michigan University gelangte er im Jahr 1990 in das Offizierskorps des US-Heeres. Dort wurde er als Leutnant der Infanterie zugeteilt. In der Armee durchlief er anschließend alle Offiziersränge vom Leutnant bis zum Zwei-Sterne-General.
Im Lauf seiner militärischen Karriere absolvierte Brian Eifler verschiedene Kurse und Schulungen. Dazu gehörten unter anderem das Command and General Staff College und das United States Army War College.
In seinen jüngeren Jahren absolvierte er den für Offiziere in den niederen Rangstufen üblichen Dienst in unterschiedlichen Einheiten und Standorten. Dazu gehörten auch Aufgaben als Stabsoffizier in verschiedenen Hauptquartieren. Im weiteren Verlauf seiner Karriere kommandierte er Einheiten auf fast allen Ebenen. Er war unter anderem Kommandeur eines Bataillons des 6. Infanterieregiments der 1. Panzerdivision, Stabsoffizier beim 75. Rangerregiment in Fort Benning, dem heutigen Fort Moore, und bei einer Brigade der 25. Infanteriedivision auf Hawaii.
Eifler war an der Operation Uphold Democracy in Haiti, am Irakkrieg und am Krieg in Afghanistan beteiligt. Im Juli 2017 wurde Eifler zum Stab der 10. Gebirgsdivision versetzt. Dort leitete er bis zum November 2018 die Stabsabteilung für Operationen (G3). Am 2. November 2017 erreichte er mit seiner Beförderung zum Brigadegeneral die Generalsränge. Während seiner Zeit als Stabsoffizier bei der 10. Gebirgsdivision war Eifler auch bei der Operation Inherent Resolve im Irak eingesetzt.
Zwischen November 2018 und Juli 2021 war Eifler Leiter der Verbindungsstelle zwischen dem Heeresminister und der Legislative (Chief, Legislative Liaison, Office of the Secretary of the Army, Washington, DC). Im Februar 2021 wurde er zum Generalmajor befördert und im Juli 2021 erfolgte seine Versetzung zur Joint Base Elmendorf–Richardson in Alaska. Dort übernahm er das Kommando über die United States Army Alaska. Gleichzeitig wurde er stellvertretender Kommandeur des United States Alaskan Commands. Diese Ämter hatte er bis zum Juni 2022 inne.
Im Juni 2022 wurde die United States Army Alaska umorganisiert. Dabei erhielt sie den neuen Namen 11. Luftlandedivision. Die Division war zuerst während des Zweiten Weltkriegs und danach bis in die 1950er Jahre aktiv. Danach war sie inaktiv. Nun wurde sie als Nachfolger der United States Alaska reaktiviert. Dabei handelt es sich um einen auf arktische Kriegsführung spezialisierten Luftlandeverband. Brian Eifler wurde bei dieser Umorganisation bzw. Umbenennung der Einheit als Kommandeur beibehalten. Damit war er von Juni 2022 bis August 2024 Kommandeur der 11. Luftlandedivision und gleichzeitig stellvertretender Kommandeur des United States Alaskan Commands. Im Mai 2024 wurde Eifler zur Beförderung zum Generalleutnant unter gleichzeitiger Ernennung zum Leiter der Personalabteilung der Armee (G1) im Department of the Army nominiert. Diese Nominierungen wurden zwischenzeitlich vom Senat bestätigt. Im August 2024 konnte Eifler seine neue Stelle antreten.  

## Orden und Auszeichnungen
Brian Eifler erhielt im Lauf seiner militärischen Laufbahn unter anderem folgende Auszeichnungen:
- Army Distinguished Service Medal
- Defense Superior Service Medal
- Legion of Merit
- Bronze Star Medal
- Meritorious Service Medal
- Army Commendation Medal
- Army Achievement Medal
- Presidential Unit Citation
- Joint Meritorious Unit Award
- Valorous Unit Award
- Philippine Republic Presidential Unit Citation (Philippinen)
- National Defense Service Medal
- Armed Forces Expeditionary Medal
- Afghanistan Campaign Medal
- Iraq Campaign Medal
- Inherent Resolve Campaign Medal
- Global War on Terrorism Expeditionary Medal
- Global War on Terrorism Service Medal
- Korea Defense Service Medal
- Humanitarian Service Medal
- Military Outstanding Volunteer Service Medal